# Droperidol
Droperidol (Inapsine, Droleptan, Dridol, Xomolix, Innovar [kombinacija sa fentanilom]) je antidopaminergički lek koji se koristi kao antiemetik i antipsihotik. Droperidol se takođe koristi za neuroleptanalgezijsku anesteziju i sedaciju pri intenzivnoj nezi.

## Hemija
Droperidol se može sintetisati iz 1-benzil-3-karbetoksipiperidin-4-ona, reakcijom sa o-fenilendiaminom.

## Literatura
- Scuderi PE: Droperidol: „Many questions, few answers”. Anesthesiology. 98: 289—90. 2003.
- Lischke V, Behne M, Doelken P, Schledt U, Probst S, Vettermann J. Droperidol causes a dose-dependent prolongation of the QT interval. Department of Anesthesiology and Resuscitation, Johann Wolfgang Goethe-University Clinics, Frankfurt am Main, Germany.
- Emergency Medicine Magazine : https://web.archive.org/web/20110527190715/http://www.emedmag.com/html/pre/tri/1005.asp

|  | Molimo Vas, obratite pažnju na važno upozorenje u vezi sa temama iz oblasti medicine (zdravlja). |